# Leptostylis macrura
Leptostylis macrura är en kräftdjursart som beskrevs av Sars 1870. Leptostylis macrura ingår i släktet Leptostylis och familjen Diastylidae. Arten är reproducerande i Sverige. Inga underarter finns listade i Catalogue of Life.

## Bildgalleri

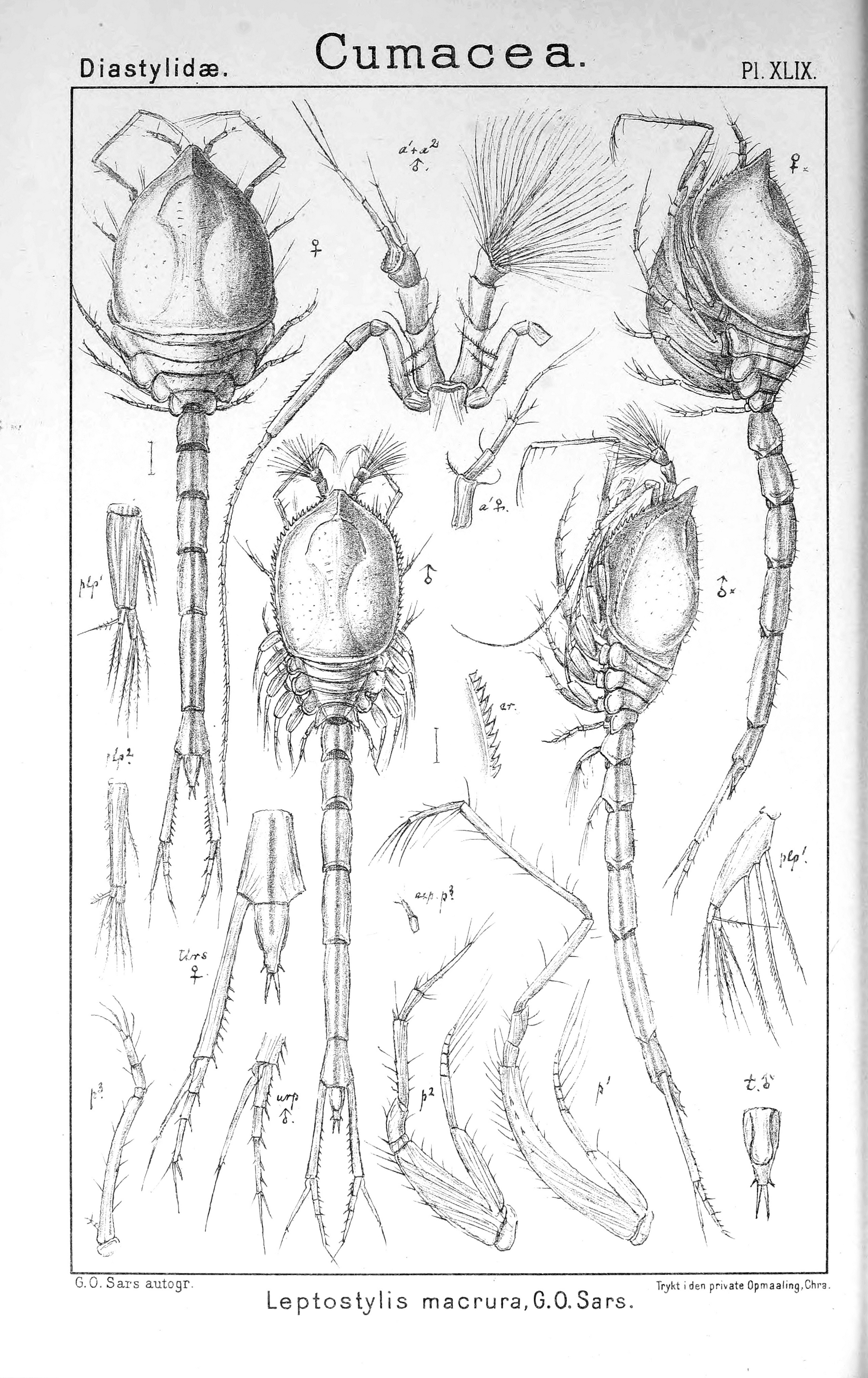